# Strafgesetzbuch (Österrike)
Strafgesetzbuch utfärdades den 11 januari 1974, och började gälla den 1 januari 1975. Det är en lagbok som reglerar straffrätten i Österrike.